# Людув-Польський
Людув-Польський (пол. Ludów Polski) — село в Польщі, у гміні Стшелін Стшелінського повіту Нижньосілезького воєводства.
Населення — 290 осіб (2011).
У 1975—1998 роках село належало до Вроцлавського воєводства.

## Демографія
Демографічна структура станом на 31 березня 2011 року:
|          | Загалом | Допрацездатний вік | Працездатний вік | Постпрацездатний вік |
| -------- | ------- | ------------------ | ---------------- | -------------------- |
| Чоловіки | 127     | 25                 | 94               | 8                    |
| Жінки    | 163     | 41                 | 96               | 26                   |
| Разом    | 290     | 66                 | 190              | 34                   |